# Mercedes-Benz W 196

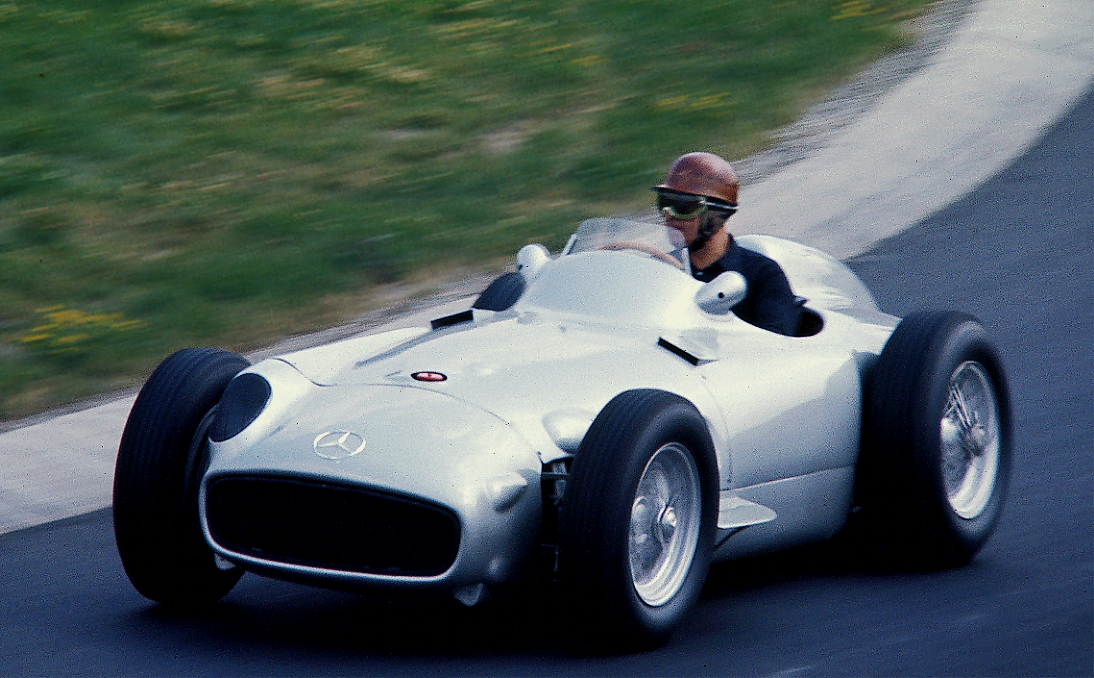
Karl Kling s W196 na okruhu Nürburgring

Mercedes-Benz W196 byl závodní F1 vůz stáje Mercedes-Benz, který se účastnil sezony závodů F1 v roce 1954 a 1955. Vůz zvítězil v 9 z 12 závodů, s jezdci Juanem Manuelem Fangiem a Stirlingem Mossem.
Legendární model Mercedes-Benz 300 SLR byl odvozen z vozu W196 pro sezonu závodů World Sportcar Championship v roce 1955.